# Ендер Мемет
Ендер Мемет (рум. Ender Memet; нар. 22 лютого 1967, Констанца, повіт Констанца) — румунський борець греко-римського стилю, срібний та бронзовий призер чемпіонатів світу, чемпіон Європи серед юніорів, учасник трьох Олімпійських ігор.

## Життєпис
Боротьбою почав займатися з 1978 року.
Виступав за спортивний клуб «Динамо» Бухарест. Тренер — Ніколае Замфір (з 1997).
6 травня 2005 року Ендер Мемет був затриманий на прикордонному пункті пропуску Негру-Воде на виїзд з країни. Він був за кермом свого автомобіля і заявив, що має намір переїхати до Греції. Однак він та його попутник перебували в полі зору слідчих з лютого того ж року. За наявною інформацією автомобіль було піддано ретельній перевірці. У бічних рейках автомобіля було виявлено 33 пакети по 250 грамів кожен із порошком коричневого кольору, що, за результатами експертної перевірки, виявився героїном. У ході розслідування також з'ясувалося, що наркотики були привезені з Туреччини, а торговці в'їхали на іншому прикордонному пункті в Румунії. Слідчі стверджують, що молоді люди мали намір знову виїхати з країни з наркотиками, щоб продати їх на чорному ринку Європи. На обох було складено кримінальні справи за вчинення злочинів щодо незаконного обігу та незаконного споживання наркотиків. Ендер Мемет був засуджений до 17 років ув'язнення за торгівлю наркотиками, але у 2009, через чотири роки після ув'язнення його випустили з пенітенціарної установи за станом здоров'я.

## Спортивні результати на міжнародних змаганнях

### Виступи на Олімпіадах
| Змагання                    | Збірна  | Вагова категорія                 | Місце |
| --------------------------- | ------- | -------------------------------- | ----- |
| Літні Олімпійські ігри 1992 | Румунія | греко-римська боротьба, до 74 кг | 11    |
| Літні Олімпійські ігри 1996 | Румунія | греко-римська боротьба, до 68 кг | 12    |
| Літні Олімпійські ігри 2000 | Румунія | греко-римська боротьба, до 69 кг | 9     |

### Виступи на Чемпіонатах світу
| Змагання                        | Збірна  | Вагова категорія                 | Місце  |
| ------------------------------- | ------- | -------------------------------- | ------ |
| Чемпіонат світу з боротьби 1991 | Румунія | греко-римська боротьба, до 68 кг | 12     |
| Чемпіонат світу з боротьби 1993 | Румунія | греко-римська боротьба, до 62 кг | Срібло |
| Чемпіонат світу з боротьби 1994 | Румунія | греко-римська боротьба, до 62 кг | 15     |
| Чемпіонат світу з боротьби 1995 | Румунія | греко-римська боротьба, до 68 кг | 9      |
| Чемпіонат світу з боротьби 1997 | Румунія | греко-римська боротьба, до 69 кг | Бронза |
| Чемпіонат світу з боротьби 1998 | Румунія | греко-римська боротьба, до 69 кг | 14     |
| Чемпіонат світу з боротьби 1999 | Румунія | греко-римська боротьба, до 69 кг | 11     |

### Виступи на Чемпіонатах Європи
| Змагання                         | Збірна  | Вагова категорія                 | Місце |
| -------------------------------- | ------- | -------------------------------- | ----- |
| Чемпіонат Європи з боротьби 1994 | Румунія | греко-римська боротьба, до 62 кг | 11    |
| Чемпіонат Європи з боротьби 1995 | Румунія | греко-римська боротьба, до 68 кг | 10    |
| Чемпіонат Європи з боротьби 1996 | Румунія | греко-римська боротьба, до 68 кг | 9     |
| Чемпіонат Європи з боротьби 1997 | Румунія | греко-римська боротьба, до 69 кг | 12    |
| Чемпіонат Європи з боротьби 1998 | Румунія | греко-римська боротьба, до 69 кг | 6     |
| Чемпіонат Європи з боротьби 1999 | Румунія | греко-римська боротьба, до 69 кг | 11    |
| Чемпіонат Європи з боротьби 2000 | Румунія | греко-римська боротьба, до 69 кг | 12    |

### Виступи на інших змаганнях
| Змагання                                                             | Збірна  | Вагова категорія                 | Місце  |
| -------------------------------------------------------------------- | ------- | -------------------------------- | ------ |
| Золотий Гран-прі з боротьби 1987                                     | Румунія | греко-римська боротьба, до 62 кг | 6      |
| Гран-прі Німеччини з боротьби 1989                                   | Румунія | греко-римська боротьба, до 62 кг | 15     |
| Гран-прі Німеччини з боротьби 1993                                   | Румунія | греко-римська боротьба, до 68 кг | 9      |
| Кубок Вантаа з боротьби 1997                                         | Румунія | греко-римська боротьба, до 76 кг | 4      |
| Кубок Вантаа з боротьби 1999                                         | Румунія | греко-римська боротьба, до 69 кг | Срібло |
| Олімпійський кваліфікаційний турнір з боротьби 2000 (Фаенца)         | Румунія | греко-римська боротьба, до 69 кг | Бронза |
| Олімпійський кваліфікаційний турнір з боротьби 2000 (Клермон-Ферран) | Румунія | греко-римська боротьба, до 69 кг | Бронза |
| Олімпійський кваліфікаційний турнір з боротьби 2000 (Ташкент)        | Румунія | греко-римська боротьба, до 69 кг | Бронза |
| Олімпійський кваліфікаційний турнір з боротьби 2000 (Александрія)    | Румунія | греко-римська боротьба, до 69 кг | Золото |

### Виступи на змаганнях молодших вікових груп
| Змагання                                       | Збірна  | Вагова категорія                 | Місце  |
| ---------------------------------------------- | ------- | -------------------------------- | ------ |
| Чемпіонат Європи з боротьби серед юніорів 1987 | Румунія | греко-римська боротьба, до 63 кг | Золото |